# Jan Hulst (violist)

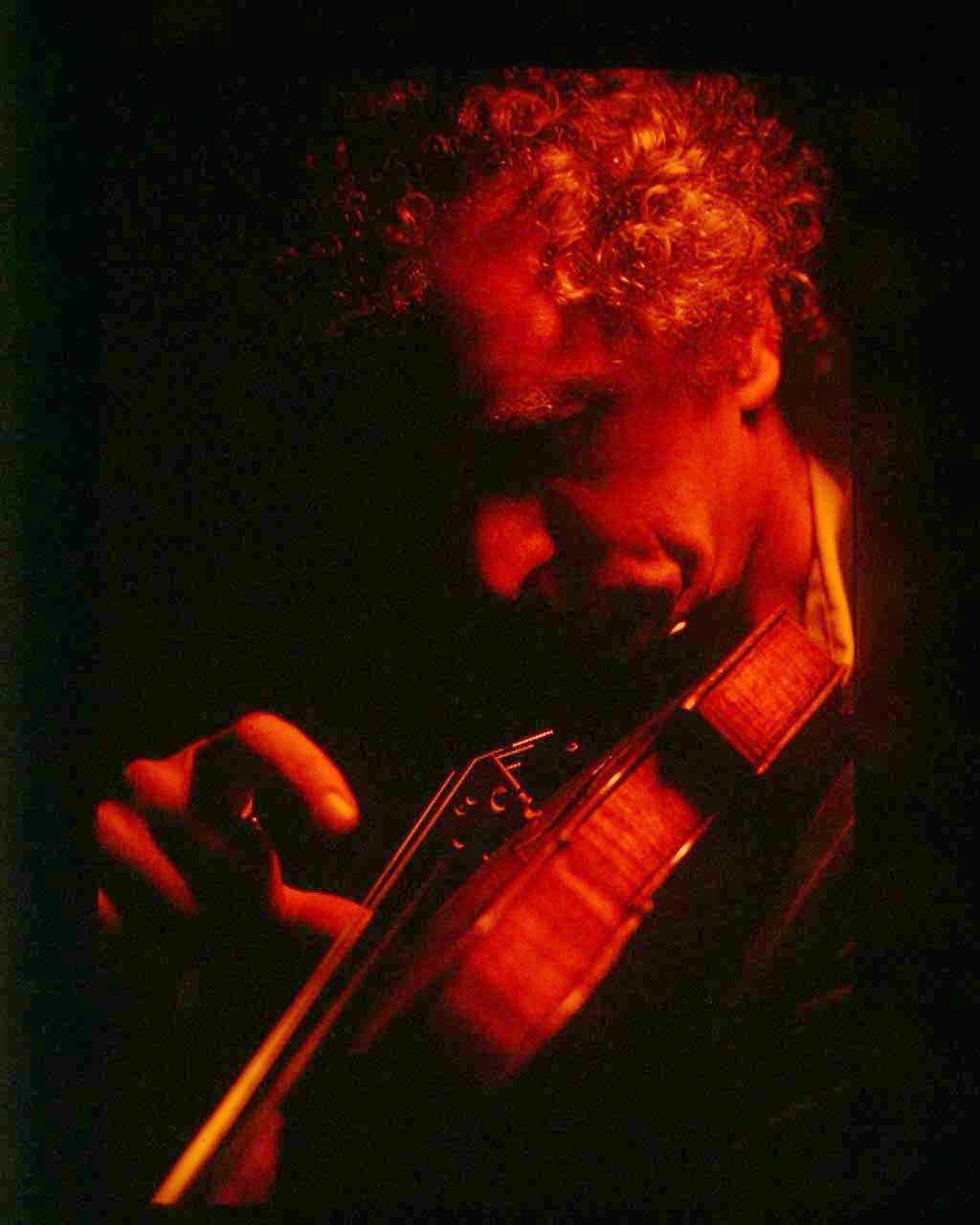
Jan Hulst

Jan Hulst (23 juni 1937 - 23 september 2024) is een Nederlands (alt)violist en (alt)vioolpedagoog.
Hulst was een leerling van Jan Damen en Jo Juda, hij behaalde aan het Conservatorium van Amsterdam zijn solisten-diploma en vervolgde zijn studie bij Felix Hupka in het vak orkestdirectie. Hij was concertmeester van het Kunstmaand Orkest (later Amsterdams Philharmonisch Orkest) en werkte regelmatig mee aan concerten van het Nederlands Kamerorkest. Daarnaast speelde hij tussen 1963 en 1966 tweede viool in het Koninklijk Concertgebouworkest.
Tussen 1971 en 2000 was hij leraar viool aan de Conservatorium Zwolle en het Rotterdams Conservatorium.
In de jaren zestig en zeventig was Jan Hulst tweede violist van het Amsterdams Strijkkwartet, dat onder leiding stond van partner Jeannelotte Hertzberger, voortkomend uit het Nederlands Kamerorkest. Daarna waren ze beiden te vinden in muziekensemble Arcis. In 2005-2006 was hij invallend dirigent van het Zeister Philharmonisch Orkest. Tussen 2003 en 2012 was hij dirigent van het Colenso Consort, thans Kamerorkest Soest (KOS). Hij was zelf eerste violist in het Antonio Strijkkwartet. Op latere leeftijd speelden zowel Hulst als Hertzberger in het Laer-Strijktrio en/of Strijkkwartet; ze woonden toen allebei in Laren. Zijn laatste jaren bracht hij door in het Rosa Spier Huis.
Hulst als docent vroeg aan componist Maarten Bon een werk voor zijn leerlingen; hij vond dat ze wel eens met een ander instrument dan piano moesten leren samenspelen. Hij koos daartoe een bezetting van violist en twee slagwerkers. Bon schreef voor Boréal echter de vioolpartij veel te moeilijk voor leerlingen en er waren uiteindelijk zestien slagwerkers nodig voor zijn werk uit te voeren. Boréal I kreeg varianten,  voor twee piano’s Boréal II; voor pianola Boréal III, voor orkest Boréal IV en voor vier piano’s Boréal V). Het werd in een uitvoering vastgelegd voor Composers’s Voice (CV 8404) uitgave 1984.